# Premier League 2019/2020
Premier League 2019/2020 var den 28:e säsongen av Premier League, Englands högsta division i fotboll för herrar. Säsongen inleddes den 9 augusti 2019 och avslutades den 26 juli 2020. Manchester City var försvarande mästare medan Norwich City, Sheffield United och Aston Villa flyttades upp från Championship 2018/2019.
Det var den första Premier League säsongen hade ett säsongsuppehåll, i februari, genom att hälften av matcherna i en normal runda spelades på en helg och resterande halvan spelades nästkommande helg. Det var första säsongen som VAR användes. Ändringar angående bakåtpassar, straffar, hands, och byten introducerades 2019/2020.
Den 13 mars 2020 pausades Premier League-säsongen på grund av de rådande omständigheterna orsakade av Coronaviruspandemin 2019–2021. Säsongen återupptogs återigen den 17 juni 2020.
Den 25 juni 2020 säkrade Liverpool sin första Premier League-titel någonsin efter de regerande mästarna Manchester City förlorat borta mot Chelsea med 2–1.

## Lag
Arsenal

Chelsea

Crystal Palace

Tottenham Hotspur

West Ham United

### Arenor
| Lag                     | Ort           | Arena                     | Kapacitet |
| ----------------------- | ------------- | ------------------------- | --------- |
| Arsenal                 | London        | Emirates Stadium          | 60 260    |
| Aston Villa             | Birmingham    | Villa Park                | 42 785    |
| Bournemouth             | Bournemouth   | Dean Court                | 11 329    |
| Brighton & Hove Albion  | Brighton      | Falmer Stadium            | 30 666    |
| Burnley                 | Burnley       | Turf Moor                 | 21 944    |
| Chelsea                 | London        | Stamford Bridge           | 41 631    |
| Crystal Palace          | London        | Selhurst Park             | 26 047    |
| Everton                 | Liverpool     | Goodison Park             | 39 221    |
| Leicester City          | Leicester     | King Power Stadium        | 32 312    |
| Liverpool               | Liverpool     | Anfield                   | 54 074    |
| Manchester City         | Manchester    | Etihad Stadium            | 55 017    |
| Manchester United       | Manchester    | Old Trafford              | 74 994    |
| Newcastle United        | Newcastle     | St James' Park            | 52 354    |
| Norwich City            | Norwich       | Carrow Road               | 27 244    |
| Sheffield United        | Sheffield     | Bramall Lane              | 32 702    |
| Southampton             | Southampton   | St Mary's Stadium         | 32 384    |
| Tottenham Hotspur       | London        | Tottenham Hotspur Stadium | 62 062    |
| Watford                 | Watford       | Vicarage Road             | 20 400    |
| West Ham United         | London        | London Stadium            | 60 000    |
| Wolverhampton Wanderers | Wolverhampton | Molineux Stadium          | 32 050    |

### Klubbinformation
| Lag                     | Tränare             | Kapten                    | Ställtillverkare | Tröjsponsor          |
| ----------------------- | ------------------- | ------------------------- | ---------------- | -------------------- |
| Arsenal                 | Mikel Arteta        | Pierre-Emerick Aubameyang | Adidas           | Fly Emirates         |
| Aston Villa             | Dean Smith          | Jack Grealish             | Kappa            | W88                  |
| Bournemouth             | Eddie Howe          | Simon Francis             | Umbro            | M88                  |
| Brighton & Hove Albion  | Graham Potter       | Lewis Dunk                | Nike             | American Express     |
| Burnley                 | Sean Dyche          | Ben Mee                   | Umbro            | LoveBet              |
| Chelsea                 | Frank Lampard       | César Azpilicueta         | Nike             | Yokohama Tyres       |
| Crystal Palace          | Roy Hodgson         | Luka Milivojević          | Puma             | ManBetX              |
| Everton                 | Carlo Ancelotti     | Séamus Coleman            | Umbro            | SportPesa            |
| Leicester City          | Brendan Rodgers     | Kasper Schmeichel         | Adidas           | King Power           |
| Liverpool               | Jürgen Klopp        | Jordan Henderson          | New Balance      | Standard Chartered   |
| Manchester City         | Pep Guardiola       | David Silva               | Puma             | Etihad Airways       |
| Manchester United       | Ole Gunnar Solskjær | Harry Maguire             | Adidas           | Chevrolet            |
| Newcastle United        | Steve Bruce         | Jamaal Lascelles          | Puma             | Fun88                |
| Norwich City            | Daniel Farke        | Grant Hanley              | Erreà            | LeoVegas             |
| Sheffield United        | Chris Wilder        | Billy Sharp               | Adidas           | Union Standard Group |
| Southampton             | Ralph Hasenhüttl    | James Ward-Prowse         | Under Armour     | LD Sports            |
| Tottenham Hotspur       | José Mourinho       | Hugo Lloris               | Nike             | AIA                  |
| Watford                 | Hayden Mullins      | Troy Deeney               | Adidas           | Sportsbet.io         |
| West Ham United         | David Moyes         | Mark Noble                | Umbro            | Betway               |
| Wolverhampton Wanderers | Nuno Espírito Santo | Conor Coady               | Adidas           | ManBetX              |

### Tränarförändringar
| Lag                    | Dåvarande tränare     | Anledning till förändring | Datum            | Ligaposition | Ny tränare            | Anställningsdatum |
| ---------------------- | --------------------- | ------------------------- | ---------------- | ------------ | --------------------- | ----------------- |
| Brighton & Hove Albion | Chris Hughton         | Avskedad                  | 13 maj 2019      | Försäsong    | Graham Potter         | 20 maj 2019       |
| Chelsea                | Maurizio Sarri        | Kontrakterad av Juventus  | 16 juni 2019     | Försäsong    | Frank Lampard         | 4 juli 2019       |
| Newcastle United       | Rafael Benítez        | Utgånget kontrakt         | 30 juni 2019     | Försäsong    | Steve Bruce           | 17 juli 2019      |
| Watford                | Javi Gracia           | Avskedad                  | 7 september 2019 | 20:e         | Quique Sánchez Flores | 7 september 2019  |
| Tottenham Hotspur      | Mauricio Pochettino   | Avskedad                  | 19 november 2019 | 14:e         | José Mourinho         | 20 november 2019  |
| Arsenal                | Unai Emery            | Avskedad                  | 29 november 2019 | 8:e          | Mikel Arteta          | 20 december 2019  |
| Watford                | Quique Sánchez Flores | Avskedad                  | 1 december 2019  | 20:e         | Nigel Pearson         | 6 december 2019   |
| Everton                | Marco Silva           | Avskedad                  | 5 december 2019  | 18:e         | Carlo Ancelotti       | 21 december 2019  |
| West Ham United        | Manuel Pellegrini     | Avskedad                  | 28 december 2019 | 17:e         | David Moyes           | 29 december 2019  |
| Watford                | Nigel Pearson         | Avskedad                  | 19 juli 2020     | 17:e         | Hayden Mullins        | 19 juli 2020      |

## Tabeller

### Poängtabell
| Nr | Lag                     | S  | V  | O  | F  | GM  | IM | MS  | P  |
| -- | ----------------------- | -- | -- | -- | -- | --- | -- | --- | -- |
| 1  | Liverpool               | 38 | 32 | 3  | 3  | 85  | 33 | +52 | 99 |
| 2  | Manchester City (RM)    | 38 | 26 | 3  | 9  | 102 | 35 | +67 | 81 |
| 3  | Manchester United       | 38 | 18 | 12 | 8  | 66  | 36 | +30 | 66 |
| 4  | Chelsea                 | 38 | 20 | 6  | 12 | 69  | 55 | +14 | 66 |
| 5  | Leicester City          | 38 | 18 | 8  | 12 | 67  | 41 | +26 | 62 |
| 6  | Tottenham Hotspur       | 38 | 16 | 11 | 11 | 61  | 47 | +14 | 59 |
| 7  | Wolverhampton Wanderers | 38 | 15 | 14 | 9  | 51  | 40 | +11 | 59 |
| 8  | Arsenal                 | 38 | 14 | 14 | 10 | 56  | 48 | +8  | 56 |
| 9  | Sheffield United (U)    | 38 | 14 | 12 | 12 | 39  | 39 | 0   | 54 |
| 10 | Burnley                 | 38 | 15 | 9  | 14 | 43  | 50 | −7  | 54 |
| 11 | Southampton             | 38 | 15 | 7  | 16 | 51  | 60 | −9  | 52 |
| 12 | Everton                 | 38 | 13 | 10 | 15 | 44  | 56 | −12 | 49 |
| 13 | Newcastle United        | 38 | 11 | 11 | 16 | 38  | 58 | −20 | 44 |
| 14 | Crystal Palace          | 38 | 11 | 10 | 17 | 31  | 50 | −19 | 43 |
| 15 | Brighton & Hove Albion  | 38 | 9  | 14 | 15 | 39  | 54 | −15 | 41 |
| 16 | West Ham United         | 38 | 10 | 9  | 19 | 49  | 62 | −13 | 39 |
| 17 | Aston Villa (U)         | 38 | 9  | 8  | 21 | 41  | 67 | −26 | 35 |
| 18 | Bournemouth             | 38 | 9  | 7  | 22 | 39  | 65 | −26 | 34 |
| 19 | Watford                 | 38 | 8  | 10 | 20 | 36  | 64 | −28 | 34 |
| 20 | Norwich City (U)        | 38 | 5  | 6  | 27 | 26  | 75 | −49 | 21 |

Regler för fastställande av placering: 1) Poäng; 2) Målskillnad; 3) Gjorda mål; 4) Om mästaren, nedflyttade lag eller lag kvalificerade för Uefa-turneringar inte kan skiljas åt med regler 1 till 3, appliceras regler 4.1 till 4.3 – 4.1) Poäng tagna i inbördes möten mellan aktuella klubbar; 4.2) Gjorda bortamål i inbördes möten mellan aktuella klubbar; 4.3) Playoffs

### Resultattabell
| Hemma \ Borta           | ARS | AVL | BOU | BHA | BUR | CHE | CRY | EVE | LEI | LIV | MCI | MUN | NEW | NOR | SHU | SOU | TOT | WAT | WHU | WOL |
| Arsenal                 | —   | 3–2 | 1–0 | 1–2 | 2–1 | 1–2 | 2–2 | 3–2 | 1–1 | 2–1 | 0–3 | 2–0 | 4–0 | 4–0 | 1–1 | 2–2 | 2–2 | 3–2 | 1–0 | 1–1 |
| Aston Villa             | 1–0 | —   | 1–2 | 2–1 | 2–2 | 1–2 | 2–0 | 2–0 | 1–4 | 1–2 | 1–6 | 0–3 | 2–0 | 1–0 | 0–0 | 1–3 | 2–3 | 2–1 | 0–0 | 0–1 |
| Bournemouth             | 1–1 | 2–1 | —   | 3–1 | 0–1 | 2–2 | 0–2 | 3–1 | 4–1 | 0–3 | 1–3 | 1–0 | 1–4 | 0–0 | 1–1 | 0–2 | 0–0 | 0–3 | 2–2 | 1–2 |
| Brighton & Hove Albion  | 2–1 | 1–1 | 2–0 | —   | 1–1 | 1–1 | 0–1 | 3–2 | 0–2 | 1–3 | 0–5 | 0–3 | 0–0 | 2–0 | 0–1 | 0–2 | 3–0 | 1–1 | 1–1 | 2–2 |
| Burnley                 | 0–0 | 1–2 | 3–0 | 1–2 | —   | 2–4 | 0–2 | 1–0 | 2–1 | 0–3 | 1–4 | 0–2 | 1–0 | 2–0 | 1–1 | 3–0 | 1–1 | 1–0 | 3–0 | 1–1 |
| Chelsea                 | 2–2 | 2–1 | 0–1 | 2–0 | 3–0 | —   | 2–0 | 4–0 | 1–1 | 1–2 | 2–1 | 0–2 | 1–0 | 1–0 | 2–2 | 0–2 | 2–1 | 3–0 | 0–1 | 2–0 |
| Crystal Palace          | 1–1 | 1–0 | 1–0 | 1–1 | 0–1 | 2–3 | —   | 0–0 | 0–2 | 1–2 | 0–2 | 0–2 | 1–0 | 2–0 | 0–1 | 0–2 | 1–1 | 1–0 | 2–1 | 1–1 |
| Everton                 | 0–0 | 1–1 | 1–3 | 1–0 | 1–0 | 3–1 | 3–1 | —   | 2–1 | 0–0 | 1–3 | 1–1 | 2–2 | 0–2 | 0–2 | 1–1 | 1–1 | 1–0 | 2–0 | 3–2 |
| Leicester City          | 2–0 | 4–0 | 3–1 | 0–0 | 2–1 | 2–2 | 3–0 | 2–1 | —   | 0–4 | 0–1 | 0–2 | 5–0 | 1–1 | 2–0 | 1–2 | 2–1 | 2–0 | 4–1 | 0–0 |
| Liverpool               | 3–1 | 2–0 | 2–1 | 2–1 | 1–1 | 5–3 | 4–0 | 5–2 | 2–1 | —   | 3–1 | 2–0 | 3–1 | 4–1 | 2–0 | 4–0 | 2–1 | 2–0 | 3–2 | 1–0 |
| Manchester City         | 3–0 | 3–0 | 2–1 | 4–0 | 5–0 | 2–1 | 2–2 | 2–1 | 3–1 | 4–0 | —   | 1–2 | 5–0 | 5–0 | 2–0 | 2–1 | 2–2 | 8–0 | 2–0 | 0–2 |
| Manchester United       | 1–1 | 2–2 | 5–2 | 3–1 | 0–2 | 4–0 | 1–2 | 1–1 | 1–0 | 1–1 | 2–0 | —   | 4–1 | 4–0 | 3–0 | 2–2 | 2–1 | 3–0 | 1–1 | 0–0 |
| Newcastle United        | 0–1 | 1–1 | 2–1 | 0–0 | 0–0 | 1–0 | 1–0 | 1–2 | 0–3 | 1–3 | 2–2 | 1–0 | —   | 0–0 | 3–0 | 2–1 | 1–3 | 1–1 | 2–2 | 1–1 |
| Norwich City            | 2–2 | 1–5 | 1–0 | 0–1 | 0–2 | 2–3 | 1–1 | 0–1 | 1–0 | 0–1 | 3–2 | 1–3 | 3–1 | —   | 1–2 | 0–3 | 2–2 | 0–2 | 0–4 | 1–2 |
| Sheffield United        | 1–0 | 2–0 | 2–1 | 1–1 | 3–0 | 3–0 | 1–0 | 0–1 | 1–2 | 0–1 | 0–1 | 3–3 | 0–2 | 1–0 | —   | 0–1 | 3–1 | 1–1 | 1–0 | 1–0 |
| Southampton             | 0–2 | 2–0 | 1–3 | 1–1 | 1–2 | 1–4 | 1–1 | 1–2 | 0–9 | 1–2 | 1–0 | 1–1 | 0–1 | 2–1 | 3–1 | —   | 1–0 | 2–1 | 0–1 | 2–3 |
| Tottenham Hotspur       | 2–1 | 3–1 | 3–2 | 2–1 | 5–0 | 0–2 | 4–0 | 1–0 | 3–0 | 0–1 | 2–0 | 1–1 | 0–1 | 2–1 | 1–1 | 2–1 | —   | 1–1 | 2–0 | 2–3 |
| Watford                 | 2–2 | 3–0 | 0–0 | 0–3 | 0–3 | 1–2 | 0–0 | 2–3 | 1–1 | 3–0 | 0–4 | 2–0 | 2–1 | 2–1 | 0–0 | 1–3 | 0–0 | —   | 1–3 | 2–1 |
| West Ham United         | 1–3 | 1–1 | 4–0 | 3–3 | 0–1 | 3–2 | 1–2 | 1–1 | 1–2 | 0–2 | 0–5 | 2–0 | 2–3 | 2–0 | 1–1 | 3–1 | 2–3 | 3–1 | —   | 0–2 |
| Wolverhampton Wanderers | 0–2 | 2–1 | 1–0 | 0–0 | 1–1 | 2–5 | 2–0 | 3–0 | 0–0 | 1–2 | 3–2 | 1–1 | 1–1 | 3–0 | 1–1 | 1–1 | 1–2 | 2–0 | 2–0 | —   |

## Säsongsstatistik

### Skytteligan
| Rank | Spelare                   | Klubb                   | Mål |
| ---- | ------------------------- | ----------------------- | --- |
| 1    | Jamie Vardy               | Leicester City          | 23  |
| 2    | Pierre-Emerick Aubameyang | Arsenal                 | 22  |
| 2    | Danny Ings                | Southampton             | 22  |
| 4    | Raheem Sterling           | Manchester City         | 20  |
| 5    | Mohamed Salah             | Liverpool               | 19  |
| 6    | Harry Kane                | Tottenham Hotspur       | 18  |
| 6    | Sadio Mané                | Liverpool               | 18  |
| 8    | Raúl Jiménez              | Wolverhampton Wanderers | 17  |
| 8    | Anthony Martial           | Manchester United       | 17  |
| 8    | Marcus Rashford           | Manchester United       | 17  |

### Assistligan
| Rank | Spelare                | Klubb                   | Assist |
| ---- | ---------------------- | ----------------------- | ------ |
| 1    | Kevin De Bruyne        | Manchester City         | 20     |
| 2    | Trent Alexander-Arnold | Liverpool               | 13     |
| 3    | Andrew Robertson       | Liverpool               | 12     |
| 4    | Mohamed Salah          | Liverpool               | 10     |
| 4    | David Silva            | Manchester City         | 10     |
| 4    | Son Heung-min          | Tottenham Hotspur       | 10     |
| 7    | Riyad Mahrez           | Manchester City         | 9      |
| 7    | Adama Traoré           | Wolverhampton Wanderers | 9      |
| 9    | Harvey Barnes          | Leicester City          | 8      |
| 9    | Roberto Firmino        | Liverpool               | 8      |

### Hat-tricks
| Spelare           | För               | Mot                     | Resultat | Datum             | Källa  |
| ----------------- | ----------------- | ----------------------- | -------- | ----------------- | ------ |
| Raheem Sterling   | Manchester City   | West Ham United         | 5–0 (B)  | 10 augusti 2019   | [ 60 ] |
| Teemu Pukki       | Norwich City      | Newcastle United        | 3–1 (H)  | 17 augusti 2019   | [ 61 ] |
| Tammy Abraham     | Chelsea           | Wolverhampton Wanderers | 5–2 (B)  | 14 september 2019 | [ 62 ] |
| Bernardo Silva    | Manchester City   | Watford                 | 8–0 (H)  | 21 september 2019 | [ 63 ] |
| Ayoze Pérez       | Leicester City    | Southampton             | 9–0 (B)  | 25 oktober 2019   | [ 64 ] |
| Jamie Vardy       | Leicester City    | Southampton             | 9–0 (B)  | 25 oktober 2019   | [ 64 ] |
| Christian Pulisic | Chelsea           | Burnley                 | 4–2 (B)  | 26 oktober 2019   | [ 65 ] |
| Sergio Agüero     | Manchester City   | Aston Villa             | 6–1 (B)  | 12 januari 2020   | [ 66 ] |
| Anthony Martial   | Manchester United | Sheffield United        | 3–0 (H)  | 24 juni 2020      | [ 67 ] |
| Michail Antonio4  | West Ham United   | Norwich City            | 4–0 (B)  | 11 juli 2020      | [ 68 ] |
| Raheem Sterling   | Manchester City   | Brighton & Hove Albion  | 5–0 (B)  | 11 juli 2020      | [ 69 ] |

Noter
4 Spelaren gjorde 4 mål 
 (H) – Hemma 
 (B) – Borta

### Hållna nollor
| Rank | Spelare           | Klubb                   | Hållna nollor |
| ---- | ----------------- | ----------------------- | ------------- |
| 1    | Ederson           | Manchester City         | 16            |
| 2    | Nick Pope         | Burnley                 | 15            |
| 3    | Alisson           | Liverpool               | 13            |
| 3    | David De Gea      | Manchester United       | 13            |
| 3    | Dean Henderson    | Sheffield United        | 13            |
| 3    | Rui Patrício      | Wolverhampton Wanderers | 13            |
| 3    | Kasper Schmeichel | Leicester City          | 13            |
| 8    | Martin Dúbravka   | Newcastle United        | 11            |
| 9    | Vicente Guaita    | Crystal Palace          | 10            |
| 10   | Ben Foster        | Watford                 | 9             |
| 10   | Jordan Pickford   | Everton                 | 9             |
| 10   | Mathew Ryan       | Brighton & Hove Albion  | 9             |

### Räddningar
| Rank | Spelare         | Klubb                  | Räddningar |
| ---- | --------------- | ---------------------- | ---------- |
| 1    | Martin Dúbravka | Newcastle United       | 140        |
| 2    | Tim Krul        | Norwich City           | 132        |
| 3    | Aaron Ramsdale  | Bournemouth            | 129        |
| 4    | Nick Pope       | Burnley                | 120        |
| 5    | Ben Foster      | Watford                | 117        |
| 5    | Mathew Ryan     | Brighton & Hove Albion | 117        |

### Passningar

#### Spelare
| Rank | Spelare          | Klubb             | Passningar |
| ---- | ---------------- | ----------------- | ---------- |
| 1    | Virgil van Dijk  | Liverpool         | 3 259      |
| 2    | Rodri            | Manchester City   | 2 579      |
| 3    | Harry Maguire    | Manchester United | 2 519      |
| 4    | Andrew Robertson | Liverpool         | 2 492      |
| 5    | Jonny Evans      | Leicester City    | 2 491      |

#### Klubb
| Rank | Klubb             | Passningar |
| ---- | ----------------- | ---------- |
| 1    | Manchester City   | 26 329     |
| 2    | Liverpool         | 23 872     |
| 3    | Chelsea           | 23 244     |
| 4    | Manchester United | 20 059     |
| 5    | Leicester City    | 19 915     |

### Disciplin

#### Spelare
- Flest gula kort: 12[74]
  -  Luka Milivojević (Crystal Palace)

- Flest röda kort: 2[75]
  -  Christian Kabasele (Watford)
  -  David Luiz (Arsenal)
  -  Fernandinho (Manchester City)

#### Klubb
- Flest gula kort: 86[76]
  - Arsenal

- Flest röda kort: 5[77]
  - Arsenal

## Priser

### Månatliga priser
| Månad     | Månadens tränare    | Månadens tränare        | Månadens spelare          | Månadens spelare  | Månadens mål        | Månadens mål           | Referens                |
| Månad     | Tränare             | Klubb                   | Spelare                   | Klubb             | Spelare             | Klubb                  | Referens                |
| --------- | ------------------- | ----------------------- | ------------------------- | ----------------- | ------------------- | ---------------------- | ----------------------- |
| Augusti   | Jürgen Klopp        | Liverpool               | Teemu Pukki               | Norwich City      | Harvey Barnes       | Leicester City         | [ 78 ] [ 79 ] [ 80 ]    |
| September | Jürgen Klopp        | Liverpool               | Pierre-Emerick Aubameyang | Arsenal           | Moussa Djenepo      | Southampton            | [ 81 ] [ 82 ] [ 83 ]    |
| Oktober   | Frank Lampard       | Chelsea                 | Jamie Vardy               | Leicester City    | Matthew Longstaff   | Newcastle United       | [ 84 ] [ 85 ] [ 86 ]    |
| November  | Jürgen Klopp        | Liverpool               | Sadio Mané                | Liverpool         | Kevin De Bruyne     | Manchester City        | [ 87 ] [ 88 ] [ 89 ]    |
| December  | Jürgen Klopp        | Liverpool               | Trent Alexander-Arnold    | Liverpool         | Son Heung-min       | Tottenham Hotspur      | [ 90 ] [ 91 ] [ 92 ]    |
| Januari   | Jürgen Klopp        | Liverpool               | Sergio Agüero             | Manchester City   | Alireza Jahanbakhsh | Brighton & Hove Albion | [ 93 ] [ 94 ] [ 95 ]    |
| Februari  | Sean Dyche          | Burnley                 | Bruno Fernandes           | Manchester United | Matěj Vydra         | Burnley                | [ 96 ] [ 97 ] [ 98 ]    |
| Juni      | Nuno Espírito Santo | Wolverhampton Wanderers | Bruno Fernandes           | Manchester United | Bruno Fernandes     | Manchester United      | [ 99 ] [ 100 ] [ 101 ]  |
| Juli      | Ralph Hasenhüttl    | Southampton             | Michail Antonio           | West Ham United   | Kevin De Bruyne     | Manchester City        | [ 102 ] [ 103 ] [ 104 ] |

### Årliga priser
| Pris                                       | Vinnare                | Klubb           |
| ------------------------------------------ | ---------------------- | --------------- |
| Årets fotbollsspelare i England (PFA)      | Kevin De Bruyne        | Manchester City |
| Årets Unge fotbollsspelare i England (PFA) | Trent Alexander-Arnold | Liverpool       |
| Årets fotbollsspelare i England (FWA)      | Jordan Henderson       | Liverpool       |

| PFA Team of the Year | PFA Team of the Year               | PFA Team of the Year               | PFA Team of the Year               | PFA Team of the Year         | PFA Team of the Year                | PFA Team of the Year                | PFA Team of the Year                | PFA Team of the Year                | PFA Team of the Year              | PFA Team of the Year              | PFA Team of the Year              | PFA Team of the Year              |
| -------------------- | ---------------------------------- | ---------------------------------- | ---------------------------------- | ---------------------------- | ----------------------------------- | ----------------------------------- | ----------------------------------- | ----------------------------------- | --------------------------------- | --------------------------------- | --------------------------------- | --------------------------------- |
| Målvakt              | Nick Pope (Burnley)                | Nick Pope (Burnley)                | Nick Pope (Burnley)                | Nick Pope (Burnley)          | Nick Pope (Burnley)                 | Nick Pope (Burnley)                 | Nick Pope (Burnley)                 | Nick Pope (Burnley)                 | Nick Pope (Burnley)               | Nick Pope (Burnley)               | Nick Pope (Burnley)               | Nick Pope (Burnley)               |
| Försvar              | Trent Alexander-Arnold (Liverpool) | Trent Alexander-Arnold (Liverpool) | Trent Alexander-Arnold (Liverpool) | Virgil van Dijk (Liverpool)  | Virgil van Dijk (Liverpool)         | Virgil van Dijk (Liverpool)         | Çağlar Söyüncü (Leicester City)     | Çağlar Söyüncü (Leicester City)     | Çağlar Söyüncü (Leicester City)   | Andrew Robertson (Liverpool)      | Andrew Robertson (Liverpool)      | Andrew Robertson (Liverpool)      |
| Mittfält             | Jordan Henderson (Liverpool)       | Jordan Henderson (Liverpool)       | Jordan Henderson (Liverpool)       | Jordan Henderson (Liverpool) | David Silva (Manchester City)       | David Silva (Manchester City)       | David Silva (Manchester City)       | David Silva (Manchester City)       | Kevin De Bruyne (Manchester City) | Kevin De Bruyne (Manchester City) | Kevin De Bruyne (Manchester City) | Kevin De Bruyne (Manchester City) |
| Anfall               | Jamie Vardy (Leicester City)       | Jamie Vardy (Leicester City)       | Jamie Vardy (Leicester City)       | Jamie Vardy (Leicester City) | Pierre-Emerick Aubameyang (Arsenal) | Pierre-Emerick Aubameyang (Arsenal) | Pierre-Emerick Aubameyang (Arsenal) | Pierre-Emerick Aubameyang (Arsenal) | Sadio Mané (Liverpool)            | Sadio Mané (Liverpool)            | Sadio Mané (Liverpool)            | Sadio Mané (Liverpool)            |